# もちオーレ
もちオーレは、日本の漫画家ユニット。もっちとオーレの合同ペンネーム 尚ペンネームの由来はきなこもちとカフェオーレから。

## プロフィール
もっち
原案、キャラデザ担当。神奈川県出身で12月5日生まれ。女性。
オーレ
原作、作画担当。兵庫県出身で11月9日生まれ。男性。

## 経歴
2016年2月より、TwitterやPixiv上で百合をテーマにした漫画を次々と発表。2017年1月にTwitterで発表した漫画『出会い系サイトで妹と出会う話』が大きな話題となり、2017年5月から『@vitamin』で短期集中連載を開始する。2017年7月には単行本が発売、2017年11月には続編が公開された。
2017年9月から『ゆりなつ-民宿かがや-』が『@vitamin』で連載開始、2019年2月発売の第3巻に最終回が掲載された。2019年1月には『レンタルショップでお姉さんをレンタルする話』『11歳年下の女の子にスキンシップされる話』『本当にあったかもしれない百合な話』の3作が『@vitamin』で一挙に連載開始、2019年2月に3作をまとめた単行本が発売された。
『イケメン女と箱入り娘』（作画 : majoccoid）が、『月刊Comic REX』（一迅社）2019年11月号から2020年12月号まで連載された。『病月』（作画 : 箕田海道）が、『@vitamin』と百合専門ニュースサイト『百合ナビ』で2020年1月から2021年3月まで連載された。
『悪いが私は百合じゃない』は、『@vitamin』と『百合ナビ』で2020年2月から連載中。

## 作品リスト

### 連載
- 出会い系サイトで妹と出会う話（『@vitamin』2017年5月[3] - 8月）
- ゆりなつ-民宿かがや-（『@vitamin』2017年9月[6] - 2020年8月[注 1]）
- 出会い系サイトで妹と出会う話-333日目-（『@vitamin』2017年11月[5] - 12月） - 『出会い系サイトで妹と出会う話』の続編[5]。
- レンタルショップでお姉さんをレンタルする話（『@vitamin』2019年1月[8] - 2月） - 『レンタルショップでお姉さんをレンタルする話』に収録[9]。
- 11歳年下の女の子にスキンシップされる話（『@vitamin』2019年1月[8] - 2月） - 『レンタルショップでお姉さんをレンタルする話』に収録[9]。
- 本当にあったかもしれない百合な話（『@vitamin』2019年1月[8] - 2月） - 『レンタルショップでお姉さんをレンタルする話』に収録[9]。
- イケメン女と箱入り娘（作画：majoccoid、『月刊Comic REX』2019年11月号[10] - 2020年12月号[14]） - 原作担当。
- 病月（作画：箕田海道、『@vitamin』、『百合ナビ』2020年1月 - 2021年3月[注 2]） - 原作担当。
- 悪いが私は百合じゃない（『@vitamin』、『百合ナビ』2020年2月[12] - 連載中）

### 読み切り
- イジめていた奴にノーパンだとバレる話（『ノーパンの女の子は好きですか？アンソロジーコミック』2018年）
- ギャルなあの人にイジメられたい！（『ひょっとしてギャルは俺らに優しいのでは？ アンソロジーコミック: 3』2018年）
- お漏らししたのでパンツ脱ぎます（『ノーパンの女の子は好きですか？アンソロジーコミック: 2』2018年）
- 魔王の娘たち（『バニラ Vanilla 人外×人外百合アンソロジー』2019年）
- 浮気（『ユリキュール　アルコール百合アンソロジー』2019年）
- じゅくのせんせいとじゅくのせんせい（『シロップ 社会人百合アンソロジー』2019年）

### 書籍
- 『出会い系サイトで妹と出会う話』KADOKAWA〈電撃コミックスNEXT〉、2017年7月27日発売[4]、ISBN 978-4-04-893244-8
- 『出会い系サイトで妹と出会う話-333日目-』KADOKAWA〈電撃コミックスNEXT〉、2017年12月16日発売[16]、ISBN 978-4-04-893490-9
- 『ゆりなつ-民宿かがや-』、KADOKAWA〈電撃コミックスNEXT〉2018年 - 2019年、全3巻
  1. 2018年2月27日発売[17]、ISBN 978-4-04-893654-5
  2. 2018年8月27日発売[18]、ISBN 978-4-04-912011-0
  3. 2019年2月27日発売[9]、ISBN 978-4-04-912399-9
- 『レンタルショップでお姉さんをレンタルする話』KADOKAWA〈電撃コミックスNEXT〉、2019年2月27日発売[9]、ISBN 978-4-04-912012-7
- 『病月』、作画：箕田海道、KADOKAWA〈電撃コミックスNEXT〉2020年、全2巻
  1. 2020年1月27日発売[11][19]、ISBN 978-4-04-912986-1
  2. 2020年12月26日発売[20]、ISBN 978-4-04-913442-1
- 『悪いが私は百合じゃない』、KADOKAWA〈電撃コミックスNEXT〉2020年 - 、既刊8巻（2025年5月27日現在）
  1. 2020年3月10日発売[21][22]、ISBN 978-4-04-913079-9
  2. 2021年1月27日発売[23]、ISBN 978-4-04-913443-8
  3. 2021年11月27日発売[24]、ISBN 978-4-04-913881-8
  4. 2022年11月26日発売[25]、ISBN 978-4-04-914757-5
  5. 2023年08月25日発売[26]、ISBN 978-4-04-915265-4
  6. 2024年3月27日発売[27]、ISBN 978-4-04-915571-6
  7. 2024年8月27日発売[28]、ISBN 978-4-04-915950-9
  8. 2025年5月27日発売[29]、ISBN 978-4-04-916511-1
- 『イケメン女と箱入り娘』、作画：majoccoid、一迅社〈REXコミックス〉2020年、全2巻
  1. 2020年3月27日発売[30][31]、ISBN 978-4-7580-6855-0
  2. 2020年12月25日発売[32]、ISBN 978-4-7580-6901-4